# 트라이메틸아민
트라이메틸아민(영어: trimethylamine, TMA)은 화학식이 N(CH3)3인 유기 화합물이다. 암모니아의 트라이메틸화 유도체이다. 트라이메틸아민은 산업계에서 널리 사용된다. 농도가 높을수록 암모니아 같은 냄새가 나고 접촉 시 점막 괴사를 일으킬 수 있다. 농도가 낮을수록 물고기 썩는 냄새와 관련된 "비린내" 냄새가 난다.

## 같이 보기
- 암모니아
- 암모늄 이온
- 메틸아민